# Diocèse de La Paz de Basse-Californie du Sud
Ne doit pas être confondu avec Archidiocèse de La Paz.
Le diocèse de La Paz de Basse-Californie du Sud (en latin : Dioecesis Paciensis in California Inferiori Meridionali ; en espagnol : Diócesis de La Paz en Baja California Sur) est un diocèse de l'Église catholique du Mexique, suffragant de l'archidiocèse de Tijuana.

## Territoire

Le diocèse de La Paz en rouge sur la carte du Mexique

Il comprend les municipalités de Comondú, La Paz, Loreto, Los Cabos, Mulegé de l'État de Basse-Californie du Sud ce qui correspond à un territoire d'une superficie de 73 909 km2 divisé en 62 paroisses.
Le siège épiscopal est dans la ville de La Paz où se trouve la cathédrale de Notre-Dame-de-la-Paix (es).

## Histoire
La préfecture apostolique de La Paz de Basse-Californie du Sud est érigée le 13 avril 1957 par la constitution apostolique Qui arcana du pape Pie XII en prenant une partie du territoire du vicariat apostolique de Basse-Californie, qui prend le même jour le nom de vicariat apostolique de Tijuana (aujourd'hui archidiocèse de Tijuana).
Le 1er mars 1976, la préfecture apostolique devient vicariat apostolique par la constitution apostolique Cum compertum du pape Paul VI. Il est élevé au rang de diocèse le 21 mars 1988 par la constitution apostolique Quandoquidem consilium du pape Jean-Paul II.
Nommé suffragant de l'archidiocèse de Hermosillo lors de sa création, il intègre la province ecclésiastique de Tijuana le 25 novembre 2006 en vertu de la constitution apostolique Mexicani populi du pape Benoît XVI.

## Évêques
- Juan Giordani, F.S.C.I (15 avril 1958 - 1976)
- Gilberto Valbuena Sánchez (es) (1er mars 1976 - 8 juillet 1989) nommé évêque de Colima
- Braulio Rafael León Villegas (de) (21 février 1990 - 11 décembre 1999) nommé évêque de Ciudad Guzmán
- Miguel Ángel Alba Díaz depuis le 16 juin 2001